# Robecq
Robecq là một xã trong tỉnh Pas-de-Calais, vùng Hauts-de-France, Pháp.

## Địa lý
Robecq có cự ly khoảng7 dặm (11,3 km) về phía tây bắc Béthune và 31 dặm (49,9 km) về phía tây nam của Lille, tại giao lộ của các tuyến đường D937, the D69 và đường D94.

## Dân số
| 1962                                                              | 1968 | 1975 | 1982 | 1990 | 1999 | 2006 |
| ----------------------------------------------------------------- | ---- | ---- | ---- | ---- | ---- | ---- |
| 1090                                                              | 1109 | 1006 | 1037 | 1063 | 1062 | 1151 |
| Số liệu điều tra dân số tính từ năm 1962, dân số chỉ tính một lần |      |      |      |      |      |      |

## Địa điểm nổi bật
- Nhà thờ St.Maurice, thế kỷ 14.